# Super Bomberman R
Super Bomberman R és un videojoc d'acció de laberints que s'està desenvolupant per Konami i HexaDrive i servirà com a entrega principal de la sèrie principal de Bomberman i la primera en ser desenvolupada en poc més de mitja dècada, així com la primera en ser creada pel nou amo de la saga, Konami, seguint a la desaparició de Hudson Soft el 2012.
Super Bomberman R és un joc d'acció on els jugadors es mouen per un entorn amb graelles en dues dimensions i han d'agafar i llençar bombes per derrotar els seus enemics. El joc compta amb un mode història amb 50 nivells i suporta un multijugador cooperatiu amb un altre jugador, així com un altre de competitiu de fins a quatre jugadors.
Anunciat el 12 de gener de 2017, el joc servirà com a títol de llançament per a la Nintendo Switch així que sortirà el 3 de març, i també celebrarà el 33è aniversari de la franquícia.